# 莫斯科大火 (1571年)

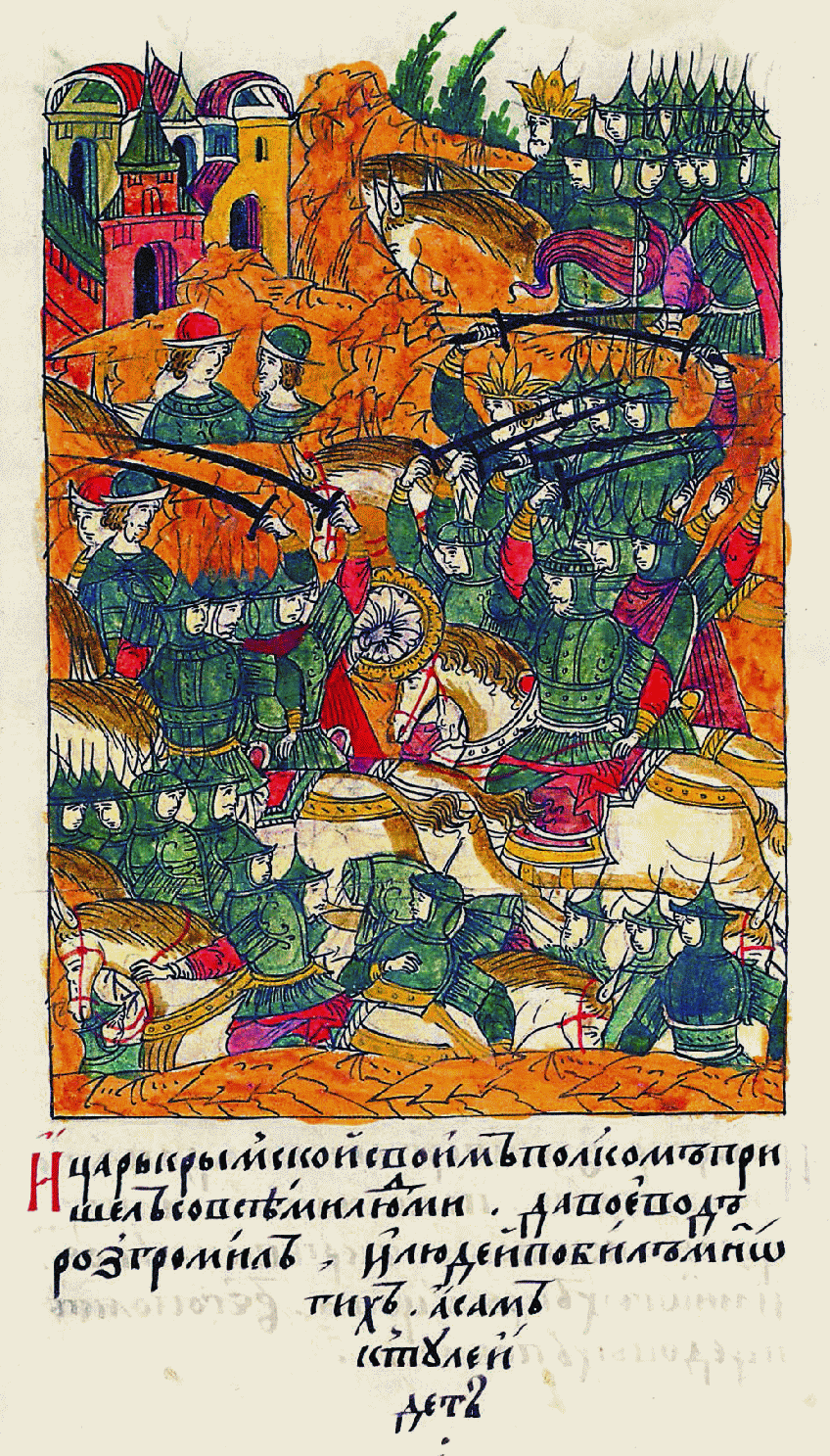
一張關於莫斯科大火的畫像

焚燒莫斯科，是1571年5月克里米亞汗國可汗德夫莱特·格莱入侵莫斯科大公國的戰爭，當年他要求伊凡四世歸還喀山與阿斯特拉罕被拒絕，於是入侵莫斯科大公國。

## 历史
5月24日可汗在郊區放火，風向把火燒向莫斯科，由於強烈的風和炎熱，加上城市多數為木建築，城市和郊區在六個小時內完全燒毀，除了克里姆林宮外幾乎完全被燒毀。這是一個巨大的災難，因為沒有人能夠逃脫。人們逃進石教堂躲藏，但石頭教堂倒塌（無論是從火的強度或人群的壓力），人們也跳進莫斯科河逃跑，有很多人被淹死，躲藏在地下室的人窒息而死。沙皇下令把死者屍體扔到河中。
這是莫斯科在歷史最嚴重的火災，歷史學家估計火災傷亡人數從60,000到200,000人(大約60，000人被俘)。